# 执行利剑
《执行利剑》（英語：Executive Judge），2018年中国司法剧。由吕佳容、谭凯、王聪领衔主演，央视八套于2018年8月3日首播。

## 劇情
為響應黨的號召，在每一個司法案件中讓人民感到公平正義，大背景下國務院令兩到三年內基本解決執行難的老賴問題。
左琳是明州市人民法院的一名年輕女执行法官，同時正考上司法研究所，為人公正無私嫉惡如仇，初生之犢不畏虎，接連擺平老賴鋒頭正盛。
此時市內大案判決落定，甬佳地產公司資金斷裂，進入破產執行階段，左琳前往查封資產卻遭遇重重阻力，原來是多年未见的大学老师、法學泰斗郑怀山，在幕後策劃。郑怀山已經投奔經濟黑惡勢力，並利用其法學天才成為業界的幕後大軍師，專門策畫綿密複雜的經濟犯罪套取巨大利益，並讓主其事者都能合法全身而退，同時自己也成立了「明江系」的影子財團作為經濟犯罪的巨大戰艦，甬佳地產案的差錯讓其大為光火，因為該公司也是明江系底下的資金池之一，讓其不得不離開在香港構築的保護傘環境前往明州市親自處理，此時也意外發現了左琳的地位，郑怀山迅速調整策略決定打一場翻身仗。
左琳與郑怀山當年在校園也有過一段短暫師生戀，在郑心中她永遠是最愛，她的法學天份與他琴瑟和鳴似乎是命中註定的緣分，然最終還是分手。郑怀山心中的舊情復燃並計畫同時得到美人和江山，對左琳進行「圍獵」同時也利用她替甬佳地產脫困，首先市領導有若干高層以及明州市人民法院的院長都已被他收編成為共犯一員，郑怀山先促成特别执行处成立，並讓左琳擔任處長，同時設計她現任男友张思鹏，张思鹏是一在證券處的公務員，郑設計了一捧殺計透過高層疏通讓他升處長，之後在慶功宴上混入高價酒水，张思鹏不察時被舉報當場市紀委衝入會場查緝，違反八項廉潔規定後公職與官位皆被撤除。
此時商戰方面透過各種法律技巧玩弄，甬佳地產的查封進度緩慢，郑急速將其地產預收資金2.5億轉移用以收購法拍的荣达信托45%股權，成為荣达最大股東和經營者，盤活一個明江系的大局，意圖讓錢滾錢之後回補上甬佳的斷裂資金，對左琳情感攻勢也同時用高明手段展開，明州市上空似乎已經壟罩於郑怀山的天羅地網之中，特别执行处的年輕法律新星們將如何打贏老謀深算的老江湖，為基層司法的改革戰役取得首戰的凱歌....。

## 播出时间
| 频道     | 所在地   | 播映日期     | 播出时间           | 备注 |
| -------- | -------- | ------------ | ------------------ | ---- |
| 央视八套 | 中国大陆 | 2018年8月3日 | 每晚 19:30 - 22:30 |      |
| 爱奇艺   | 中国大陆 | 2018年8月3日 | 每晚24:00同步更新  |      |

## 演员列表

### 主要演员
| 演員   | 角色   | 介紹 |
| 吕佳容 | 左琳   |      |
| 谭凯   | 郑怀山 |      |
| 王聪   | 于川   |      |

### 其他演员
| 演員   | 角色   | 介紹 |
| 杨欣颖 | 陈雁楠 |      |
| 丹琳   | 顾小艾 |      |

## 收視率
| 中国 中央电视台电视剧频道 首播收视率 |               |             |             |             |           |           |           |                                                                   |
| 集數                                 | 播出日期      | CSM52城市网 | CSM52城市网 | CSM52城市网 | CSM全国网 | CSM全国网 | CSM全国网 | 備註                                                              |
| 集數                                 | 播出日期      | 收視率      | 收視份額    | 排名        | 收視率    | 收視份額  | 排名      | 備註                                                              |
| 1-2                                  | 2018年8月3日  | 0.853       | 3.42        | 4           | 1.26      | 5.43      | 2         |                                                                   |
| 3-5                                  | 2018年8月4日  | 0.698       | 2.836       | 3           | 1         | 4.36      | 2         |                                                                   |
| 6-8                                  | 2018年8月5日  | 0.68        | 2.701       | 4           | 0.98      | 4.23      | 2         |                                                                   |
| 9-11                                 | 2018年8月6日  | 0.846       | 3.422       | 5           | 1.08      | 4.67      | 2         |                                                                   |
| 12-14                                | 2018年8月7日  | 0.799       | 3.265       | 5           | 1.09      | 4.68      | 2         | 東方《武动乾坤之英雄出少年》開播                                  |
| 15-17                                | 2018年8月8日  | 0.836       | 3.426       | 5           | 1.26      | 5.37      | 2         |                                                                   |
| 18-20                                | 2018年8月9日  | 0.858       | 3.486       | 4           | 1.18      | 5.14      | 3         |                                                                   |
| 21-23                                | 2018年8月10日 | 0.934       | 3.745       | 3           | 1.29      | 5.56      | 2         |                                                                   |
| 24-26                                | 2018年8月11日 | 0.978       | 3.943       | 2           | 1.35      | 5.78      | 1         |                                                                   |
| 27-28                                | 2018年8月12日 | 0.959       | 3.527       | 3           | 1.23      | 4.87      | 2         | 《劇說很好看》全國網收視0.79，份額4.01                            |
| 29-31                                | 2018年8月13日 | 0.992       | 3.707       | 3           | 1.19      | 4.7       | 3         | 52城數據缺湛江 湖南《甜蜜暴擊》、浙江《扶摇》完結                 |
| 32-34                                | 2018年8月14日 | 1.11        | 4.419       | 3           | 1.4       | 6.03      | 1         | 湖南《天盛長歌》、浙江《獵毒人》精編版開播                        |
| 35-37                                | 2018年8月15日 | 1.091       | 4.442       | 3           | 1.41      | 6.16      | 1         | 52城數據缺廈門 湖南《合伙人》完結，《那些年，我们正年轻》同日開播 |
| 38                                   | 2018年8月16日 | 1.084       | 4.072       | 3           | 1.48      | 5.71      | 2         |                                                                   |
| 平均收視                             | 平均收視      | 0.902       | 3.59        | 不適用      | 1.22      | 5.19      | 不適用    |                                                                   |

1. 同时段或交叉时段主要节目：
  - CCTV-1：《最美的青春》
  - 湖南：
    - 金鹰独播剧场：《甜蜜暴擊》／《天盛長歌》
    - 青春进行时：《流星花園》

  - 東方：
    - 東方剧场：《愛情進化論》
    - “心动80分”周播剧场：《武动乾坤之英雄出少年》

  - 北京：《合伙人》／《那些年，我们正年轻》
  - 浙江：
    - 中国蓝剧场：《愛情進化論》
    - 中國藍周播劇場：《扶摇》

  - 江苏：《香蜜沉沉燼如霜》
2. 数据由广视索福瑞提供，调查范围为四岁以上之观众。
3. 以上收视排名包括央视在内。
4. 收視最低的集數以藍色表示，收視最高的集數以紅色表示
5. 资料来源：卫视这些事儿、TV未知数